# القاضية (الحيمة الخارجية)

تعديل مصدري - تعديل

القاضية هي إحدى قرى عزلة مفحق بمديرية الحيمة الخارجية التابعة لمحافظة صنعاء، بلغ تعداد سكانها 104 نسمة حسب تعداد اليمن لعام 2004.